# San Luis FC
Pour les articles homonymes, voir San Luis.
Maillots
Le San Luis Fútbol Club, est un club de football mexicain de San Luis Potosí fondé en 1957. 
Il atteint la première division dès l'année suivante, mais est relégué en 2004, pour remonter de nouveau l'année d'après. En 2006, ce challenger devient un prétendant au titre puisqu'il termine second en 2006 (Clausura). 

## Palmarès
- Championnat du Mexique :
  - Vice-champion : 2006 (Clausura).